# Windows Mobile 6.5

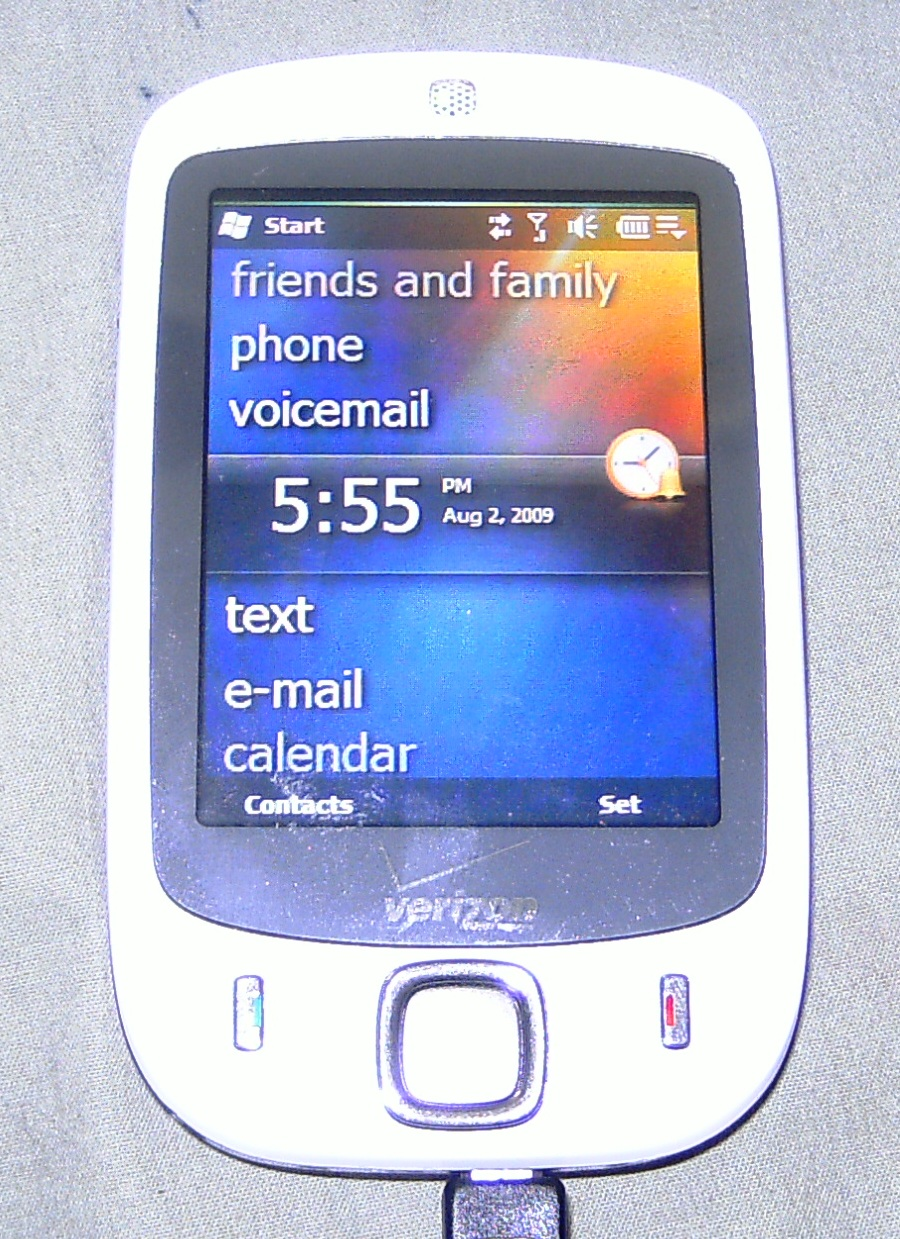
Windows Mobile 6.5 kezdőképernyő egy telefonos PDA-n

A Windows Mobile 6.5 a Microsoft Windows Mobile termékcsaládjának tagja. A rendszer korábban nem szerepelt a vállalat kiadási terveiben; Steve Ballmer szerint azért adták ki, hogy a Windows Phone 7 késéséből adódó veszteségeket minimalizálják. A 2009-es Mobile World Congress-en bemutatott szoftver 2009. május 11-étől érhető el a rendszerépítők számára; az első, ezt futtató készülékek 2009 októberének végén jelentek meg (a Windows Mobile 6.1-et futtató gépek egy része frissíthető).
A verziót a Microsoft Zune médialejátszóira emlékeztető, vízszintesen is görgethető felülettel látták el, valamint tartalmazza az Internet Explorer Mobile 6-os változatát javított felülettel. A Microsoft a Windows Mobile 6.5-tel egy időben több felhőszolgáltatást, a SkyBoxot, a SkyLine-t és a SkyMarketet is elindított; később a SkyBoxot My Phone-ra nevezték át, a SkyMarket pedig Windows Marketplace for Mobile elnevezéssel indult el.
A rendszer célja az ujjal való kezelés megkönnyítése volt, azonban egyes alkalmazásoknál a kis méretű elemek elemek miatt ez nehézséget okoz. Alapértelmezésben a kapacitív képernyők sem támogatottak, azonban a gyártók ezt át tudták hidalni.

## Frissítések
Mivel a kiadást követően a fejlesztők már a Windows Phone 7-re fókuszáltak, jelentősebb frissítéseket nem, csak három alverziót (6.5.1, 6.5.3 és 6.5.5) adtak ki. A 6.5.1-ben a felhasználói felület elemeinek méretét megnövelték, a szoftveres gombok szövegét ikonokra cserélték, fejlesztették a telefonkönyvet és az SMS-funkciót, valamint a rendszerbe AGPS támogatást építettek. A szoftvert nem hivatalos modifikációk keretében más készülékekre elérhetővé tették.
A 2010 februárjában bejelentett 6.5.3-at először a Sony Ericsson Aspenen jelent meg. A szoftver támogatja a többujjas érintést (a HTC ezt a frissítés nélküli verzión is lehetővé tette), valamint az átrendezhető menüelemeket. A szoftveres gombokat csempék váltották. Az Internet Explorer a memóriakezelést és a lapbetöltést gyorsító javításokat, valamint kézmozdulat-támogatást kapott. Az e-mailek üzenetfolyamokba rendezhetőek. Az előző frissítéshez hasonlóan nem hivatalos modifikációk keretében a 6.5.3 is elérhetővé vált más készülékekre is.
A 6.5.5 alverzió 2010 januárjában szivárgott ki, és nem hivatalos modifikációk keretében vált elérhetővé. Ugyan ezen változatok a 6.5.5 elnevezést használják, a verziószámot a Microsoft soha nem erősítette meg.

## Fogadtatása
A rendszer negatív értékeléseket kapott: a Gizmodo szerint az új verzió „túl felszínes”, a TechCrunch szerint pedig a billentyűzet használata „egyértelműen nyomorúságos feladat”.

## Fordítás
- Ez a szócikk részben vagy egészben  a   Windows Mobile 6.5 című angol Wikipédia-szócikk ezen változatának fordításán alapul.  Az eredeti cikk szerkesztőit annak laptörténete sorolja fel. Ez a jelzés csupán a megfogalmazás eredetét és a szerzői jogokat jelzi, nem szolgál a cikkben szereplő információk forrásmegjelöléseként.